# Final da Liga dos Campeões da UEFA de 2018–19
A Final da Liga dos Campeões da UEFA de 2018–19 foi a 64.ª final da Liga dos Campeões da UEFA, o torneio de futebol de clubes mais importante da Europa, organizado pela UEFA, e a 27.ª desde que foi renomeado de Taça dos Clubes Campeões Europeus para Liga dos Campeões. Foi disputada em 1 de junho de 2019, no Estádio Wanda Metropolitano, em Madrid, Espanha, entre os times ingleses Tottenham, em sua primeira final, e Liverpool, que também já havia disputado o título no ano anterior. Está é a segunda final disputada entre times ingleses, depois da decisão da temporada de 2008, bem como foi a primeira decisão de Liga dos Campeões desde 2013 a não contar com um time espanhol.
Em março de 2018, a UEFA anunciou que uma quarta substituição será permitida na prorrogação e que o número de substitutos foi aumentado de sete para doze. A hora de início também foi alterada de 20:45 (CEST) para 21:00 (CEST). A partida também será a primeira final a usar o sistema de árbitro assistente de vídeo (VAR).
O vencedor da partida ganhou o direito de jogar a Supercopa da UEFA de 2019 contra os campeões da Liga Europa da UEFA de 2018–19, que foi o Chelsea.

## Times
Na tabela a seguir, as finais até 1992 foram na era da Taça dos Clubes Campeões Europeus e desde 1993 na era da Liga dos Campeões da UEFA.
| Time      | Vezes que chegou à final (negrito indica que venceu) |
| --------- | ---------------------------------------------------- |
| Tottenham | Nenhuma                                              |
| Liverpool | 8 (1977, 1978, 1981, 1984, 1985, 2005, 2007, 2018)   |

## Local
Pela primeira vez na história da competição, em 9 de dezembro de 2016, foi lançado um processo de escolha aberto para escolher as sedes das finais de competições de clubes da UEFA (Liga dos Campeões, Liga Europa, Liga dos Campeões Feminina e a Supercopa). As associações tinham até 27 de janeiro de 2017 para expressar interesse e enviar todos os documentos necessários precisavam ser enviados até 6 de junho de 2017.
A UEFA anunciou em 3 de fevereiro de 2017 que duas associações expressaram interesse em receber a final. E em 7 de junho de 2017 a UEFA confirmou oficialmente as duas associações concorrentes para receber a final.
O Estádio Wanda Metropolitano foi escolhido em 20 de setembro de 2017 em uma reunião do Comitê Executivo da UEFA.
Esta foi a quinta final realizada em Madrid, as finais anteriores foram realizadas nas temporadas 1956–57, 1968–69, 1979–80 e 2009–10, todas no Estádio Santiago Bernabéu.

## Caminho até a final
Nota: Em todos os resultados abaixo, os gols dos finalistas é dado primeiro (C: casa; F: fora).
| Pos. | Equipe         | Pts |
| ---- | -------------- | --- |
| 1    | Barcelona      | 14  |
| 2    | Tottenham      | 8   |
| 3    | Internazionale | 8   |
| 4    | PSV Eindhoven  | 2   |

| Pos. | Equipe              | Pts |
| ---- | ------------------- | --- |
| 1    | Paris Saint-Germain | 11  |
| 2    | Liverpool           | 9   |
| 3    | Napoli              | 9   |
| 4    | Estrela Vermelha    | 4   |

## Pré-jogo

### Identidade final
A identidade final a ser usada na final foi revelada em 30 de agosto de 2018 durante o sorteio da fase de grupos. Foi projetado por um artista de Madri que se inspirou no folclore local, incluindo representações do emblema da cidade, gatos (um apelido para os madrilenhos), um violão e uma estátua na Puerta del Sol. A paleta de cores inclui azuis e laranjas que representam um tipo de pôr-do-sol de Madrid que é conhecido como "candilazo".

### Embaixador

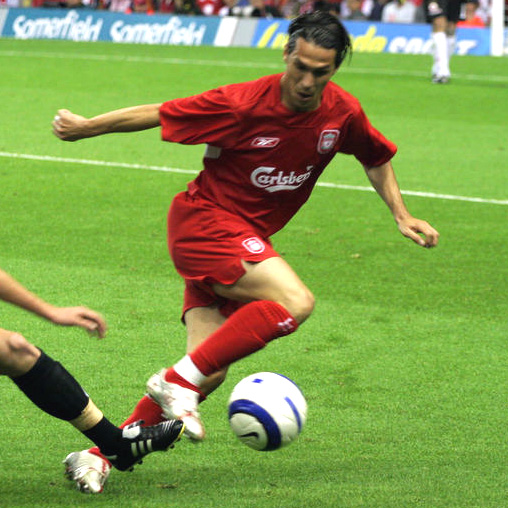
Luis García foi o embaixador da final.

O embaixador da final foi o espanhol Luis García, que jogou pelo Atlético Madrid em 2002-03 e de 2007 a 2009, e venceu a Liga dos Campeões da UEFA com Liverpool em 2005.

### Ingressos
Com uma capacidade de 63.500 espectadores para a final, um total de 38.000 bilhetes estão disponíveis para os fãs e para o público em geral, com as duas equipas finalistas a receberem 17.000 bilhetes cada e mais 4.000 bilhetes disponíveis para compra pelos adeptos em todo o mundo via  UEFA.com  de 14 a 21 de março de 2019 em quatro categorias de preço: € 600, € 450, € 160 e € 70. Os restantes bilhetes são atribuídos ao comité organizador local, à UEFA e às federações nacionais, aos parceiros comerciais e aos organismos de radiodifusão e para servir o programa de hospitalidade empresarial.

### Cerimônia de abertura
O grupo pop global Now United se apresentou pela primeira vez em Madrid nessa ocasião, como convidados da Pepsi. A banda Imagine Dragons se apresentou na cerimônia de abertura antes do pontapé inicial.

## Partida
A equipe "mandante" (para fins administrativos) foi determinada em um sorteio extra realizado após o sorteio das semifinais, que foi realizado em 15 de março de 2019 na sede da UEFA em Nyon, Suíça.
| 1 de junho de 2019 | Tottenham | 0 – 2     | Liverpool                  | Estádio Wanda Metropolitano, Madrid        |
| 21:00 (UTC+2)      |           | Relatório | Salah 2' (pen) · Origi 87' | Público: 63 272 Árbitro: SVN Damir Skomina |

| Tottenham | Liverpool |

|                     |    |                   |  |     |
|                     |    |                   |  |     |
| G                   | 1  | Hugo Lloris       |  |     |
| LD                  | 2  | Kieran Trippier   |  |     |
| Z                   | 4  | Jan Vertonghen    |  |     |
| Z                   | 5  | Toby Alderweireld |  |     |
| LE                  | 3  | Danny Rose        |  |     |
| V                   | 17 | Moussa Sissoko    |  | 73' |
| V                   | 8  | Harry Winks       |  | 65' |
| M                   | 20 | Dele Alli         |  | 83' |
| M                   | 23 | Christian Eriksen |  |     |
| M                   | 7  | Son Heung-min     |  |     |
| A                   | 10 | Harry Kane        |  |     |
| Reservas:           |    |                   |  |     |
| G                   | 13 | Michel Vorm       |  |     |
| G                   | 22 | Paulo Gazzaniga   |  |     |
| LD                  | 16 | Walker-Peters     |  |     |
| LD                  | 24 | Serge Aurier      |  |     |
| Z                   | 6  | Davinson Sánchez  |  |     |
| Z                   | 21 | Juan Foyth        |  |     |
| LE                  | 33 | Ben Davies        |  |     |
| V                   | 12 | Victor Wanyama    |  |     |
| V                   | 15 | Eric Dier         |  | 73' |
| M                   | 11 | Erik Lamela       |  |     |
| M                   | 27 | Lucas Moura       |  | 65' |
| A                   | 18 | Fernando Llorente |  | 83' |
| Treinador:          |    |                   |  |     |
| Mauricio Pochettino |    |                   |  |     |

|              |    |                         |  |     |
|              |    |                         |  |     |
| G            | 13 | Alisson Becker          |  |     |
| LD           | 66 | Trent Alexander-Arnold  |  |     |
| Z            | 32 | Joël Matip              |  |     |
| Z            | 4  | Virgil van Dijk         |  |     |
| LE           | 26 | Andrew Robertson        |  |     |
| V            | 3  | Fabinho                 |  |     |
| M            | 14 | Jordan Henderson        |  |     |
| M            | 5  | Georginio Wijnaldum     |  | 61' |
| A            | 11 | Mohamed Salah           |  |     |
| A            | 9  | Roberto Firmino         |  | 57' |
| A            | 10 | Sadio Mané              |  | 90' |
| Reservas:    |    |                         |  |     |
| G            | 22 | Simon Mignolet          |  |     |
| G            | 62 | Caoimhin Kelleher       |  |     |
| Z            | 6  | Dejan Lovren            |  |     |
| Z            | 12 | Joe Gomez               |  | 90' |
| LE           | 18 | Alberto Moreno          |  |     |
| V            | 7  | James Milner            |  | 61' |
| M            | 20 | Adam Lallana            |  |     |
| M            | 21 | Alex Oxlade-Chamberlain |  |     |
| A            | 15 | Daniel Sturridge        |  |     |
| A            | 23 | Xherdan Shaqiri         |  |     |
| A            | 24 | Rhian Brewster          |  |     |
| A            | 27 | Divock Origi            |  | 57' |
| Treinador:   |    |                         |  |     |
| Jürgen Klopp |    |                         |  |     |

Assistentes:

 Jure Praprotnik

 Robert Vukan

Quarto árbitro:

 Antonio Mateu Lahoz

Árbitro assistente de vídeo:

 Danny Makkelie

Assistentes do árbitro assistente de vídeo:

 Pol van Boekel

 Felix Zwayer

Árbitro assistente de vídeo para impedimentos:

 Mark Borsch
| Regulamento - 90 minutos. - 30 minutos de prorrogação caso haja empate no tempo normal. - Persistindo o empate, o vencedor será decidido nas penalidades máximas. - Doze jogadores substitutos. - Máximo de três substituições, com uma quarta sendo permitida em caso de prorrogação. |